# 東方老
東方 老（とうほう ろう、生年不詳 - 556年）は、中国の北魏末から北斉にかけての軍人。本貫は安徳郡鬲県。

## 経歴
家は代々貧しく身分が低かった。東方老が成長すると、その身長は7尺に達し、その膂力は常人を超えた。東方老は若くして粗野で無頼であり、軽薄陰険な者たちと結託して盗賊となって、郷里の患いとなっていた。北魏末の兵乱が起こると、東方老は高昂の下でその部曲を率いた。普泰元年（531年）、高歓が起兵すると、東方老は爾朱氏に対する征討に従軍し、軍功により殿中将軍の号を受けた。平遠将軍に累進し、魯陽郡太守に任じられた。後に南益州刺史に任じられ、宜陽郡太守を兼ね、長楽子の爵位を受けた。東方老は数年のあいだに少数民族や西魏と隣接する2郡の太守を歴任した。攻城戦や野戦においては、兵士の先頭に立って戦い、しばしば少勢で大軍を抑えたので、西魏の人々もかれを敬遠した。天保元年（550年）、北斉が建国されると、東方老は陽平県伯の別封を受け、南兗州刺史に転じた。石泉で西魏の陳忻と戦って敗れた。天保4年（553年）、郭元建が合肥に派遣されて水軍を運用すると、東方老は邢杲遠や歩大汗薩らとともにこれに合流した。天保7年（556年）3月、東方老は蕭軌・李希光・裴英起・王敬宝らとともに長江を渡って柵口に進出し、梁山に向かった。梁の帳内盪主黄叢の迎撃を受けて敗れ、前軍の船艦を焼かれた。軍を整えて蕪湖を保った。5月、秣陵故城に到達した。石頭城を襲撃して攻め落とした。6月、蕭軌らとともに鍾山の西で陳霸先率いる梁軍と戦い、長雨に遭って敗れ、捕らえられて殺害された。

## 伝記資料
- 『北斉書』巻21 列伝第13
- 『北史』巻31 列伝第19